# Svit (musik)
En svit, även danssvit eller orkestersvit (exempelvis hos Bach partita och i Frankrike ordre), är ett musikverk som består av flera mindre delar, satser, efter varandra. En svit är oftast skriven för en mindre ensemble eller för soloinstrument, ofta klaver, men det finns även nutida vokala körsviter. Ordet kommer från franskans suite, "följd", som i sin tur kommer från latinets séquor, "följa".
Typiskt för en svit är att alla satser går i samma tonart, eventuellt med utvikningar till parallelltonarten eller varianten - g-moll om den huvudsakliga tonarten är G-dur, och tvärtom). Svitens satser hade ursprungligen tydlig karaktär av olika dansrytmer, men avlägsnade sig med tiden en smula från sitt dansanta ursprung fast många av satserna fortfarande bar namn efter olika danser.
Sviter i form av en följd av danser finns från 1500-talets senare del. Under barocken utkristalliserade sig fyra satser såsom de centrala i sviten: allemande, courante, sarabande och gigue. Dessa obligatoriska satser blandas ofta upp med andra danser såsom menuett, gavott och passepied. Sviten blev en populär form för kompositioner både för små ensembler och soloinstrument såsom luta och cembalo, och ansågs folklig och lättillgänglig jämfört med den mera svårtillgängliga kontrapunktiska kompositionsformer. Bland kompositörer som ägnat sig åt denna typ av dansbaserade sviter finns Johann Hermann Schein, Johann Jacob Froberger, Bach och Couperin. 
Under 1600-talets slut utvecklades en typ av orkestersvit med scenisk anknytning, som förutom danser också innehöll preludium och melodier från operans och balettens värld. Under 1700-talet skapades många rena orkestersviter utan anknytning till scenkonst. Hit hör Händels Water Music från 1717 och Johan Helmich Romans Drottningholmsmusik från 1744. Under 1800-talet uppkom sviter som var sammanställda av musik från baletter, operor eller skådespel, som användes för att popularisera scenverket. Denna form av svit har varit vanliga även under 1900-talet. Georges Bizets L'Arlésienne-svit från 1872, Tjajkovskijs Nötknäpparsvit från 1892 och Edvard Griegs Peer Gynt-sviter tillhör denna typ av svit.